# Emiliano Alfaro
Emiliano Alfaro Toscano (Montevideo, 28 aprile 1988) è un allenatore di calcio ed ex calciatore uruguaiano, di ruolo attaccante.
È soprannominato El Pícaro (in lingua italiana Il Ladro).

## Caratteristiche tecniche
È un attaccante di movimento, che gioca prevalentemente a ridosso della porta avversaria. Non essendo dotato di grande tecnica, fa della tenacia, dell'agonismo e dell'opportunismo tre delle sue doti migliori.

## Carriera

### Club

#### Liverpool Montevideo e il prestito al San Lorenzo
Alfaro ha iniziato la sua carriera con il Liverpool di Montevideo all'età di 18 anni, conquistandosi un posto in prima squadra. Vi rimane fino a dicembre 2009, totalizzando 82 presenze e 28 reti; tale score lo portano a giocare nel campionato argentino con il San Lorenzo, in prestito.
Esordisce il 31 gennaio 2010 nella vittoria, per 1-0, contro l'Atlético Tucumán; subentrando al minuto 72 il compagno di squadra Alejandro Darío Gómez. Sigla la sua prima rete, in terra argentina, il 28 febbraio 2010 nella vittoria, per 1-0, contro il Tigre. Conclude l'esperienza argentina totalizzando 18 presenze dove sigla 2 reti.
Nell'agosto del 2010 fa ritorno nel suo vecchio club del Liverpool, dove rimane fino a gennaio 2012 e con il quale totalizza 25 presenze e 12 gol.

#### Lazio e i vari prestiti
Il 12 gennaio 2012 passa alla società italiana della Lazio per una cifra superiore ai 3 milioni di euro, scegliendo come numero di maglia il 30. Esordisce il 19 febbraio successivo nella sconfitta esterna, per 5-1, contro il Palermo. Conclude la stagione scendendo in campo per 8 volte in totale senza segnare nessuna rete.
Il 12 settembre 2012 viene ceduto con la formula del prestito oneroso con diritto di riscatto fissato a 3,5 milioni alla squadra dell'Al-Wasl, compagine degli Emirati Arabi Uniti. Esordisce il 18 settembre successivo, nella Coppa del Presidente degli Emirati Arabi Uniti, segnando una doppietta ai danni dell'Ittihad Kalba. Il 23 settembre 2012 invece esordisce in campionato, in occasione della vittoria, per 4-1, contro l'Al-Wahda, in cui segna anche una tripletta. Dopo 33 presenze e 24 gol in totale, fa ritorno alla Lazio.
Dopo aver passato l'intera stagione 2013-2014 da fuori rosa, il 28 agosto 2014 viene ceduto, in prestito, al Liverpool di Montevideo, squadra che lo ha lanciato nel calcio professionistico. Il 13 settembre successivo gioca la sua prima partita stagionale contro il Torque nella quale mette a segno anche un gol, la partita finisce 3-0 per il Liverpool. Durante la partita successiva contro il Central Español del 27 settembre, mette a segno una doppietta che permette alla sua squadra di vincere la partita per 3-1. Il 2 maggio 2015, grazie alla vittoria, per 2-1, contro il Cerro Largo, ottiene, con 3 giornate di anticipo, la promozione nella Primera División Profesional de Uruguay. Il 23 maggio successivo, con la chiusura del campionato, si laurea capocannoniere del campionato con un totale di 21 reti siglate in 27 partite disputate.

#### Le esperienze in Thailandia, India ed il ritorno negli Emirati Arabi Uniti
Al termine del periodo in prestito Alfaro torna alla Lazio, ma sul finire della sessione estiva di mercato si realizza il suo trasferimento a titolo definitivo ai thailandesi del Buriram United.
Nell'agosto del 2016, dopo esser stato per alcuni mesi in regime di svincolo, l'attaccante uruguagio viene messo sotto contratto dalla formazione indiana del NorthEast United. Il 5 ottobre, ha segnato entrambi i gol in una partita contro l'FC Goa, in cui il NorthEast United è uscito vittorioso con un punteggio di 2-0. Ha segnato il primo gol al 20 ', approfittando di un fallimento del portiere del Goa Laxmikant Kattimani per respingere un retropassaggio di Lúcio . Ha segnato il secondo gol al 63 'su assist di Holicharan Narzary. Sebbene abbia segnato cinque volte nelle prime sette partite, la sua forma è diminuita da allora poiché non è riuscito a segnare altri gol nelle restanti sei partite.
Nel 2017 Alfaro torna a vestire la maglia di una squadra degli Emirati Arabi Uniti, ovvero quella del Dibba Al-Fujairah.

#### Pune City e Atlético de Kolkata
Nel 2017 passa a titolo definitivo al Pune City. ma infortunatosi anche lui durante l'allenamento è stato sostituito da Eli Babalj. Il 23 novembre ha esordito nella sconfitta per 2–3 contro il Delhi Dynamos FC, segnando un gol al 67'. Sette giorni dopo, ha segnato una doppietta contro il Mumbai City FC , che includeva il gol della vittoria all'ultimo minuto della vittoria per 2-1. Ha chiuso la sua stagione con sole 6 presenze e un gol con la maglia del Pune City.
Il 18 novembre viene preso in prestito dall'ATK per sostituire l'infortunato Kalu Uche.  Il 20 novembre, ha subito un infortunio mentre si allenava per il suo nuovo club. Eli Babalj è stato ingaggiato in sua sostituzione.

#### Ritorno in Uruguay e ritiro
Nel mercato estivo del 2019 Alfaro ritorna ancora una volta al Liverpool. Con i neroazzurri vince la Supercoppa uruguayana contro il Nacional senza tuttavia scendere in campo. A causa dei problemi al tendine d'Achille gioca solo 12 partite, segnando il suo primo gol in Copa Sudamericana contro il Llaneros. Il 21 marzo 2021, all'età di 32 anni, annuncia il ritiro a causa dei numerosi infortuni subiti in carriera.

### Nazionale
Prese parte, con la Nazionale di calcio dell'Uruguay Under-17, al Campionato mondiale di calcio Under-17 2005 che si giocò in Perù, venendo eliminato alla fase a gironi. Ha partecipato con la selezione del suo paese anche al Mondiale Under-20 che si disputò in Canada.
Viene convocato per la prima volta dalla Nazionale maggiore uruguaiana il 7 novembre 2011, per la partita valida per le qualificazioni mondiali contro il Cile, disputata a Montevideo. Tuttavia scenderà in campo solo il 15 novembre 2011, nella gara amichevole contro l'Italia allo Stadio Olimpico, debuttando così con la maglia della Celeste.

## Statistiche

### Presenze e reti nei club
Statistiche aggiornate all'8 marzo 2020.
| Stagione              | Squadra               | Campionato            | Campionato | Campionato | Coppe nazionali | Coppe nazionali | Coppe nazionali | Coppe continentali | Coppe continentali | Coppe continentali | Altre coppe | Altre coppe | Altre coppe | Totale | Totale |
| Stagione              | Squadra               | Comp                  | Pres       | Reti       | Comp            | Pres            | Reti            | Comp               | Pres               | Reti               | Comp        | Pres        | Reti        | Pres   | Reti   |
| --------------------- | --------------------- | --------------------- | ---------- | ---------- | --------------- | --------------- | --------------- | ------------------ | ------------------ | ------------------ | ----------- | ----------- | ----------- | ------ | ------ |
| 2005-2006             | Liverpool M.          | PD                    | 6          | 0          | -               | -               | -               | -                  | -                  | -                  | -           | -           | -           | 6      | 0      |
| 2006-2007             | Liverpool M.          | PD                    | 12         | 1          | -               | -               | -               | -                  | -                  | -                  | -           | -           | -           | 12     | 1      |
| 2007-2008             | Liverpool M.          | PD                    | 28         | 4          | -               | -               | -               | -                  | -                  | -                  | -           | -           | -           | 28     | 4      |
| 2008-2009             | Liverpool M.          | PD                    | 21         | 10         | -               | -               | -               | CS                 | 2                  | 0                  | -           | -           |             | 23     | 10     |
| 2009-gen. 2010        | Liverpool M.          | PD                    | 15         | 13         | -               | -               | -               | -                  | -                  | -                  | -           | -           |             | 15     | 13     |
| gen.-giu. 2010        | San Lorenzo           | PD                    | 15         | 2          | -               | -               | -               | -                  | -                  | -                  | -           | -           | -           | 15     | 2      |
| ago. 2010             | San Lorenzo           | PD                    | 3          | 0          | -               | -               | -               | -                  | -                  | -                  | -           | -           | -           | 3      | 0      |
| Totale San Lorenzo    | Totale San Lorenzo    | Totale San Lorenzo    | 18         | 2          |                 | -               | -               |                    | -                  | -                  |             | -           | -           | 18     | 2      |
| ago. 2010-2011        | Liverpool M.          | PD                    | 13         | 5          | -               | -               | -               | CL                 | 2                  | 1                  | -           | -           | -           | 15     | 6      |
| 2011-gen. 2012        | Liverpool M.          | PD                    | 12         | 7          | -               | -               | -               | -                  | -                  | -                  | -           | -           | -           | 12     | 7      |
| gen.-giu. 2012        | Lazio                 | A                     | 8          | 0          | CI              | 0               | 0               | UEL                | 0                  | 0                  | -           | -           | -           | 8      | 0      |
| 2012-2013             | Al-Wasl               | FL                    | 24         | 17         | CdP+EEC         | 1+8             | 1+6             | -                  | -                  | -                  | -           | -           | -           | 33     | 24     |
| 2013-2014             | Lazio                 | A                     | 0          | 0          | CI              | 0               | 0               | UEL                | 0                  | 0                  | SI          | 0           | 0           | 0      | 0      |
| Totale Lazio          | Totale Lazio          | Totale Lazio          | 8          | 0          |                 | -               | -               |                    | -                  | -                  |             | -           | -           | 8      | 0      |
| 2014-2015             | Liverpool M.          | SD                    | 27         | 21         | -               | -               | -               | -                  | -                  | -                  | -           | -           | -           | 27     | 21     |
| 2015                  | Buriram United        | TPL                   | 0          | 0          | TFACup+TLC      | 0+0             | 0+0             | -                  | -                  | -                  | -           | -           | -           | 0      | 0      |
| 2016                  | Buriram United        | TPL                   | 0          | 0          | TFACup+TLC      | 0+0             | 0+0             | -                  | -                  | -                  | -           | -           | -           | 0      | 0      |
| Totale Buriram United | Totale Buriram United | Totale Buriram United | 0          | 0          |                 | -               | -               |                    | -                  | -                  |             | -           | -           | 0      | 0      |
| 2016                  | NorthEast United      | ISL                   | 13         | 5          | -               | -               | -               | -                  | -                  | -                  | -           | -           | -           | 13     | 5      |
| 2017                  | Dibba Al-Fujairah     | FL                    | 0          | 0          | CdP+EEC         | 0+0             | 0+0             | -                  | -                  | -                  | -           | -           | -           | 0      | 0      |
| 2017-2018             | Pune City             | ISL                   | 19         | 9          | -               | -               | -               | -                  | -                  | -                  | -           | -           | -           | 19     | 9      |
| giu.-nov. 2018        | Pune City             | ISL                   | 6          | 1          | -               | -               | -               | -                  | -                  | -                  | -           | -           | -           | 6      | 1      |
| nov. 2018             | ATK                   | ISL                   | 0          | 0          | -               | -               | -               | -                  | -                  | -                  | -           | -           | -           | 0      | 0      |
| nov. 2018-giu. 2019   | Pune City             | ISL                   | 0          | 0          | -               | -               | -               | -                  | -                  | -                  | -           | -           | -           | 0      | 0      |
| Totale Pune City      | Totale Pune City      | Totale Pune City      | 25         | 10         |                 | -               | -               |                    | -                  | -                  |             | -           | -           | 25     | 10     |
| 2019-2020             | Liverpool M.          | PD                    | 10         | 0          | -               | -               | -               | CS                 | 2                  | 1                  | SU          | 0           | 0           | 12     | 1      |
| Totale Liverpool M.   | Totale Liverpool M.   | Totale Liverpool M.   | 144        | 61         |                 | -               | -               |                    | 6                  | 2                  |             | 0           | 0           | 143    | 63     |
| Totale carriera       | Totale carriera       | Totale carriera       | 226        | 95         |                 | 9               | 7               |                    | 6                  | 2                  |             | 0           | 0           | 241    | 104    |

### Cronologia presenze e reti in Nazionale
| Cronologia completa delle presenze e delle reti in nazionale ― Uruguay | Cronologia completa delle presenze e delle reti in nazionale ― Uruguay | Cronologia completa delle presenze e delle reti in nazionale ― Uruguay | Cronologia completa delle presenze e delle reti in nazionale ― Uruguay | Cronologia completa delle presenze e delle reti in nazionale ― Uruguay | Cronologia completa delle presenze e delle reti in nazionale ― Uruguay | Cronologia completa delle presenze e delle reti in nazionale ― Uruguay | Cronologia completa delle presenze e delle reti in nazionale ― Uruguay |
| Data                                                                   | Città                                                                  | In casa                                                                | Risultato                                                              | Ospiti                                                                 | Competizione                                                           | Reti                                                                   | Note                                                                   |
| ---------------------------------------------------------------------- | ---------------------------------------------------------------------- | ---------------------------------------------------------------------- | ---------------------------------------------------------------------- | ---------------------------------------------------------------------- | ---------------------------------------------------------------------- | ---------------------------------------------------------------------- | ---------------------------------------------------------------------- |
| 15-11-2011                                                             | Roma                                                                   | Italia                                                                 | 0 – 1                                                                  | Uruguay                                                                | Amichevole                                                             | -                                                                      | 83’                                                                    |
| Totale                                                                 |                                                                        | Presenze                                                               | 1                                                                      |                                                                        | Reti                                                                   | 0                                                                      |                                                                        |

## Palmarès

### Club

#### Competizioni nazionali
- Campionato uruguaiano: 2

Liverpool Montevideo: Intermedio 2019
Liverpool Montevideo: Clausura 2020
- Supercoppa uruguaiana: 1

Liverpool Montevideo: 2020
- Campionato uruguaiano di Segunda División Profesional de Uruguay: 1

Liverpool Montevideo: 2014-2015
- Thai Premier League: 1

Buriram United: 2015
- Thai FA Cup: 1

Buriram United: 2015
- Thai League Cup: 2

Buriram United: 2015, 2016

### Individuale
- Capocannoniere della Segunda División Profesional de Uruguay: 1

2014-2015 (21 reti)